# Sophia Sundberg
Sophia Sundberg, född 5 september 1984, tävlar i ultralöpning för Väsby IK Friidrott och är certifierad löptränare.

## Meriter
- 2014
  - VM 100K, Doha Qatar, 21/11 2014, 13:e plats
  - Comrades Marathon 90K 2014, 11:a (7:06:12)[3]
  - Umemaran 2014, 1:a och banrekord (2.51.09)[4]
  - Ultravasan 90K 2014, 4:a
  - Höga Kusten Marathon 2014, 1:a och banrekord
  - Kiel Marathon 2014, 1:a (2.53.16)
- 2013
  - EM 100 km Frankrike 2013. 5:a individuellt och Lagsilver (7:53:21)[5]
  - Skövde 6-timmars 2013, 77.632 km
- 2012
  - Lidingö Ultra 50 km 2012. Banrekord (3.49)
  - Skövde Ultrafestival 100 km 2012 (8.15)
  - Lidingö Ultra 50km
  - Skövde 6-timmars 2012, 74.343 km
  - Asics Stockholm Marathon 2012, 6:a SM (2:58:02)[6]

## Personliga rekord
- Halvmaraton – 1:23:44 (Stockholm 14 september 2013)[2]
- Halvmaraton – 1:26:05 (Stockholm 9 maj 2016)[7]
- Maraton – 2:51:09 (Umeå 11 oktober 2014)[8][7]
- Maraton – 2:58:02 (Stockholm 3 juni 2012)[2]
- 100 km landsväg – 8:02:12 (Doha, Quatar 21 november 2014)[2]